# Tawni O'Dell
Tawni O'Dell est une écrivaine américaine née au cœur de la Pennsylvanie occidentale. Cette région, à la fois sauvage et minière, a inspiré son œuvre.
Après Le Temps de la colère, son premier roman, en cours d'adaptation cinématographique, elle a publié Retour à Coal Run, Le ciel n'attend pas. Ses livres connaissent en Amérique un succès important ( Le Temps de la colère, 1 million d'exemplaires vendus), autant auprès du public que de la critique.
Mariée, mère de deux enfants, elle vit aux États-Unis et en Espagne.

## Œuvres
- Le Temps de la colère [« Back Roads »]  (trad. Bernard Cohen), Paris, Éditions Belfond, 2000, 284 p. (ISBN 978-2-7144-3764-8)
- Retour à Coal Run [« Coal Run »]  (trad. Bernard Cohen), Paris, Éditions Belfond, 2004, 355 p. (ISBN 978-2-7144-4093-8)
- Le ciel n'attend pas [« Sister Mine »]  (trad. de l'anglais par Bernard Cohen), Paris, Éditions Belfond, 2007, 447 p. (ISBN 978-2-7144-4292-5)
- Animaux fragiles [« Fragile beasts »]  (trad. de l'anglais par Bernard Cohen), Paris, Éditions Belfond, 2010, 504 p. (ISBN 978-2-7144-4303-8)
- Un ange brûle [« Angels Burning »]  (trad. de l'anglais par Bernard Cohen), Paris, Éditions Belfond, 2017, 352 p. (ISBN 978-2-7144-7408-7)